# Fibulariidae
De Fibulariidae zijn een familie van zee-egels (Echinoidea) uit de orde Clypeasteroida.

## Geslachten
- Cyamidia Lambert & Thiery, 1914 †
- Fibularia Lamarck, 1816
- Fibulariella Mortensen, 1948
- Lenicyamidia Brunnschweiler, 1962 †
- Thagastea Pomel, 1888 †